# Zabit Magomedšaripov
Zabit Achmedovič Magomedšaripov (in russo Забит Ахмедович Магомедшарипов?; Chasavjurt, 1º marzo 1991) è un ex lottatore di arti marziali miste russo.
Combatteva nella categoria dei pesi piuma per l'organizzazione statunitense UFC. In precedenza ha militato nella federazione russa ACA, dove è stato campione di categoria dal 2016 al 2017.

## Biografia
Di origini àvare, Magomedšaripov è originario della regione del Daghestan. Suo fratello minore Hasan è anch'egli lottatore di arti marziali miste.
Inizia ad allenarsi nella lotta libera all'età di dieci anni, per poi praticare il sanda durante la propria adolescenza.

## Stile di combattimento
Lottatore dal fisico asciutto e longilineo, Magomedšaripov è uno striker estroso e allo stesso tempo un esperto di prese sublime. Dotato di un repertorio completo, tra i suoi punti di forza vi sono la rapidità, la tecnica, la dinamicità e la creatività. Sua caratteristica distintiva sono i colpi girati, in particolare i calci, eseguiti a elevata velocità. Estremamente alto per la divisione dei pesi piuma, dimostra una difesa elusiva, grazie ai movimenti del corpo e a un ottimo gioco di gambe.

## Carriera nelle arti marziali miste

### Absolute Championship Berkut
Compie il suo ingresso nelle arti marziali miste nel 2012 combattendo in Russia e in Ucraina. Nel giro di un anno accumula un record dei sei vittorie e una sola sconfitta, per poi firmare per l'organizzazione russa Absolute Championship Berkut, di cui diventa campione dei pesi piuma nel 2016 e difende il titolo in un'occasione.

### Ultimate Fighting Championship
Distintosi fra i talenti più promettenti al mondo, Magomedšaripov sigla un contratto con la promozione statunitense UFC nel maggio 2017. Bagna il suo esordio con una sottomissione ai danni dello statunitense Mike Santiago nel settembre seguente.
Dopo aver superato anche i vari Sheymon Moraes e Kyle Bochniak, compie il suo ingresso nella top 15 di categoria grazie a una sottomissione su Brandon Davis.

## Risultati nelle arti marziali miste
| Risultato | Record | Avversario      | Metodo                           | Evento                                      | Data             | Round | Tempo | Città                            | Note                      |
| --------- | ------ | --------------- | -------------------------------- | ------------------------------------------- | ---------------- | ----- | ----- | -------------------------------- | ------------------------- |
| Vittoria  | 18-1   | Calvin Kattar   | Decisione (unanime)              | UFC Fight Night: Magomedsharipov vs. Kattar | 9 novembre 2019  | 3     | 5:00  | Mosca, Russia                    | Performance of the Night. |
| Vittoria  | 17-1   | Jeremy Stephens | Decisione (unanime)              | UFC 235                                     | 2 Marzo 2019     | 3     | 5:00  | Las Vegas, Stati Uniti d'America |                           |
| Vittoria  | 16-1   | Brandon Davis   | Sottomissione (Suloev Stretch)   | UFC 228: Woodley vs. Till                   | 8 settembre 2018 | 2     | 3:46  | Dallas, Stati Uniti d'America    |                           |
| Vittoria  | 15-1   | Kyle Bochniak   | Decisione (unanime)              | UFC 223: Khabib vs. Iaquinta                | 7 aprile 2018    | 3     | 5:00  | Brooklyn, Stati Uniti d'America  | Fight of the Night.       |
| Vittoria  | 14-1   | Sheymon Moraes  | Sottomissione (anaconda choke)   | UFC Fight Night: Bisping vs. Gastelum       | 25 novembre 2017 | 3     | 4:30  | Shanghai, Cina                   | Performance of the Night. |
| Vittoria  | 13-1   | Mike Santiago   | Sottomissione (rear-naked choke) | UFC Fight Night: Volkov vs. Struve          | 2 settembre 2017 | 2     | 4:22  | Rotterdam, Paesi Bassi           | Performance of the Night. |